# Kevin Davies
Kevin Davies est un footballeur anglais né le 26 mars 1977 à Sheffield. Il évolue au poste d'attaquant.
Il possède 1 sélection en équipe d'Angleterre, obtenue le 12 octobre 2010, à 33 ans, lors du match qualificatif pour l'Euro 2012, équipe d'Angleterre-Monténégro (0-0). Il rentre en jeu lors de la deuxième mi-temps en remplacement de Peter Crouch
Le 10 juillet 2013 il rejoint le Preston North End, mais il est liberé à l'issue de la saison 2014-15.

## Palmarès
- Finaliste de la FA Cup en 2003 avec Southampton (ne joue pas la finale)
- Finaliste de la League Cup en 2004 avec Bolton